# 小野田町枝
小野田 町枝（おのだ まちえ、1937年 - ）は、（財）小野田自然塾理事、小野田牧場共同経営者、日本女性の会会長。夫は小野田寛郎。

## 人物
茨城県出身。千葉県立佐原女子高等学校卒業後、日産自動車、トーメン、ブリヂストンに勤務。その後、保険代理店を経営しながら、上智大学で聴講生として心理学を学ぶ。
1976年に小野田寛郎と結婚し、ブラジルへ移住。牧場を開拓し、日本語学校を創設した。
2006年、安西愛子の後任として日本会議の女性組織・日本女性の会の会長に就任。

## 発言・主張
- 「私はね、若い人に働こうと言いたいの。生き方に迷ったり、袋小路に入ってしまったと感じたら額に汗して仕事をしてみて。必ず心は軽くなります。今の日本には若い人の仕事はたくさんある。どんな仕事でも、きっとあなたの血となり肉となる。理屈じゃなく、人を支えてくれます」と語った[1]。
- 選択的夫婦別姓制度導入に反対[3]。

## 著書
- 『私は戦友になれたかしら―小野田寛郎とブラジルに命をかけた30年』清流出版　ISBN 978-4860290139, 2002/08.